# Simon Pistoris der Ältere

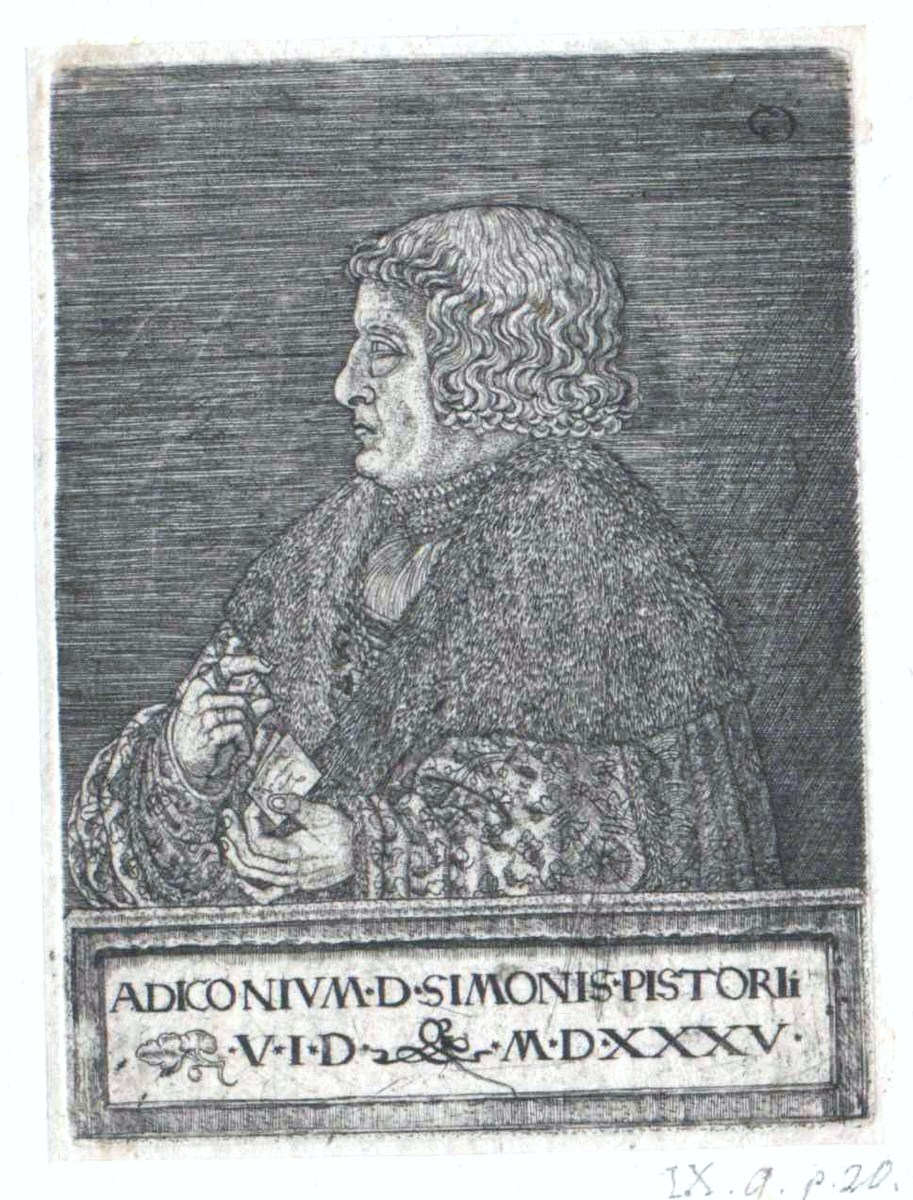
Simon Pistoris der Ältere

Simon Pistoris der Ältere (* um 1453 in Leipzig; † 4. Februar 1523 ebenda) war ein deutscher Mediziner und Universitätsprofessor.

## Leben
Simon Pistoris stammte aus der Familie Pistoris und war der Sohn von Nicolaus Pistoris, Medizinprofessor, kurfürstlicher Leibarzt und Bürgermeister von Leipzig. Er selbst studierte nach seiner Schulzeit Philosophie und Medizin in Leipzig. 1473 erreichte er den Abschluss eines Philosophischen Magisters und 1487 promovierte er zum Doktor der Medizin. 1488 wurde er in die medizinische Fakultät aufgenommen. 1489 übernahm er die Position des Dekans der medizinischen Fakultät der Universität Leipzig. Ab 1494 wurde er nebenberuflich als Ratsherr und Stadtsyndikus in das Stadtparlament von Leipzig gewählt. Von 1501 bis 1508 wurde er zum persönlichen Leibarzt von Kurfürst Joachim I. Nestor von Brandenburg berufen. Am 20. Mai 1512 wurde er zudem auf Lebenszeit zum Leibarzt von Herzog Friedrich von Sachsen (1504–1539) und dessen Bruder Erbprinz Johann von Sachsen (1498–1537) bestellt. Jedoch lässt sich nicht ausschließen, dass er bereits vor diesem Datum für die Erbprinzen tätig war.
In den Jahren 1498 bis 1501 war Pistoris in den „Syphilisstreit“ involviert. Er vertrat die Meinung, dass Sterne Einfluss auf diese Krankheit hätten, während sein Kontrahent Martin Pollich aus Mellrichstadt, der erste Rektor der Universität Wittenberg, die Ursache in den Planeten sah.
Im Jahre 1506 war er wesentlich mitbeteiligt an der Gründung der Universität Frankfurt an der Oder, blieb aber selbst weiterhin in Leipzig. Er wurde 1508 dort ordentlicher Professor der Pathologie und später zudem Professor für Therapie. Nach dem Tod des Dekans Johann Wagner im Jahr 1509 rückte Pistoris auf dessen Lehrstuhl auf und erhielt zudem das mit dieser Professur verbundene lebenslange Dekanat.
Er war ein vehementer Anhänger der arabischen Heilkunde und galt als geschickter Arzt und hochgeschätzter Lehrer.
Simon Pistoris war dreimal verheiratet und hatte mit seiner zweiten Frau Margarete Martha Becker von Schmiedburg, die Tochter seines 1490 verstorbenen Vorgängers als Dekan, Valentin Becker von Schmiedburg. Mit Martha hatte er vier Kinder, darunter den späteren Rechtsgelehrten Simon Pistoris der Jüngere (1489–1562). Seine Tochter Anna heiratete zunächst Marcus Schütz (1483–1539) und danach Hieronymus Rauscher, d. J. (1517–1576), die beide ebenfalls Leipziger Bürgermeister waren. Ein weiterer Sohn war Christoph Pistoris, der als Arzt tätig war und mit 27 Jahren im Dezember 1518 verstarb.

## Werke (Auswahl)
- Über den Ursprung der Syphilis. Positio de morbo franco, Leipzig 1498
- Declaratio defensiva cujusdam positionis de malo franco, Leipzig 1500
- Confutatio confloratorum circa positionem quandam extraneam et puerilem a male franco, Leipzig 1501
- Ein Kurtz, schon und gar trostlich regiment wider die sweren und erschrecklichen Krankheit der Pestilentz, Leipzig 1506